# Saint-Fort-sur-le-Né
Pour les articles homonymes, voir Saint-Fort (homonymie) et Né (homonymie).
Saint-Fort-sur-le-Né est une commune du Sud-Ouest de la France, située dans le département de la Charente (région Nouvelle-Aquitaine).
Ses habitants sont les Saint-Fortais et les Saint-Fortaises.

## Géographie

### Localisation et accès
Saint-Fort-sur-le-Né est une commune de l'ouest du département de la Charente limitrophe avec la Charente-Maritime. La commune est située en bordure du Né qui marque la limite départementale, à 13 km au sud de Cognac et 37 km à l'ouest d'Angoulême.
Le bourg de Saint-Fort est aussi à 6 km au nord d'Archiac, 8 km au sud-ouest de Segonzac, le chef-lieu de son canton, 16 km de Jarnac, 17 km au nord-ouest de Barbezieux, 18 km à l'est de Pons, 18 km au nord-est de Jonzac et 84 km de Bordeaux.
Saint-Fort-sur-le-Né est sur l'axe routier Bordeaux-Cognac, la D 731, entre Cognac et Archiac, qui longe le Né puis le traverse et passe en bas de la partie ancienne du village qui, elle, est située en hauteur sur le coteau. La D 731 rejoint la N 10 à Barbezieux. C'est aussi la jonction avec la D 736 venant de Ruffec, Rouillac, Jarnac et Segonzac.
La commune de Saint-Fort-sur-le-Né est en Grande Champagne, 1er cru classé du vignoble d'appellation cognac.

### Hameaux et lieux-dits
Saint-Fort forme un gros bourg, avec quatre hameaux périphériques : les Régniers, les Bons Enfants, Granges et les Portes. Le Ménis est un peu plus à l'ouest sur la route d'Angles. Au nord de la commune on trouve la Vallade, et elle compte aussi de nombreuses fermes.

### Communes limitrophes
| Salles-d'Angles               | Angeac-Champagne     |                |
| Germignac (Charente-Maritime) | Saint-Fort-sur-le-Né | Juillac-le-Coq |
| Cierzac (Charente-Maritime)   | Saint-Palais-du-Né   | Verrières      |

### Géologie et relief
La commune est occupée par le Campanien (Crétacé supérieur), calcaire crayeux, qui occupe une grande partie du Sud Charente et qu'on appelle ici Champagne. La vallée du Né est occupée par des alluvions récentes du Quaternaire ainsi qu'une terrasse plus ancienne au sud de la commune,,.
Le relief de la commune est celui d'un bas plateau s'abaissant doucement vers la vallée du Né qui borde la commune à l'ouest. Le point culminant du territoire communal est à une altitude de 65 m, situé au nord-est du bourg (borne IGN). Le point le plus bas est à 16 m, situé le long du Né en limite nord-ouest près d'Angles. Le bourg de Saint-Fort, construit sur le flanc de la vallée en rive droite du Né, s'étage entre 20 et 40 m d'altitude.

### Hydrographie

#### Réseau hydrographique

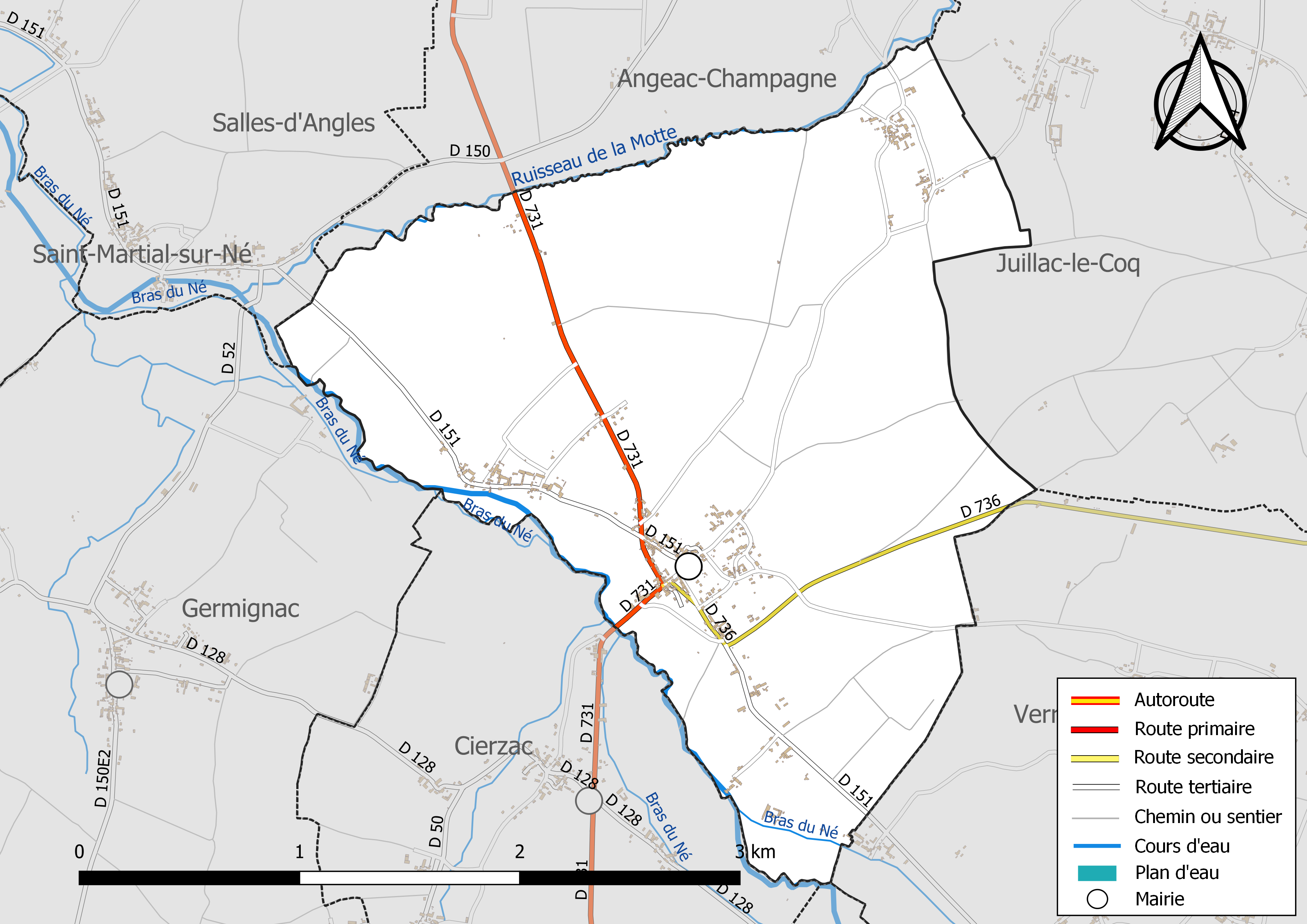
Réseaux hydrographique et routier de Saint-Fort-sur-le-Né.

La commune est située dans le bassin versant de la Charente au sein du Bassin Adour-Garonne. Elle est drainée par le Né, le ruisseau de la Motte, qui constituent un réseau hydrographique de 3 km de longueur totale,.
Le Né, affluent de la Charente en aval de Cognac, borde la commune et le département à l'ouest. Il passe au pied du bourg de Saint-Fort.
Le ruisseau de la Motte, petit affluent du Né qui naît au sud du bourg d'Angeac, limite la commune au nord et se jette près d'Angles.

#### Gestion des eaux
Le territoire communal est couvert par le schéma d'aménagement et de gestion des eaux (SAGE) « Charente ». Ce document de planification, dont le territoire correspond au bassin de la Charente, d'une superficie de 9 300 km2, a été approuvé le 19 novembre 2019. La structure porteuse de l'élaboration et de la mise en œuvre est l'établissement public territorial de bassin Charente. Il définit sur son territoire les objectifs généraux d’utilisation, de mise en valeur et de protection quantitative et qualitative des ressources en eau superficielle et souterraine, en respect des objectifs de qualité définis dans le troisième SDAGE  du Bassin Adour-Garonne qui couvre la période 2022-2027, approuvé le 10 mars 2022.

### Climat
Comme dans les trois quarts sud et ouest du département, le climat est océanique aquitain.

## Toponymie
Les formes anciennes sont Sanctus Fortmatus, Sanctus Fortunatus en 1110, Sanctus Fortunatus supra Nedum (non datée).
L'origine du nom de Saint-Fort, longtemps discutée car n'ayant aucun renseignement sur l'existence de ce saint dans la région, remonterait à Fortis, évêque de Bordeaux vers le Ier siècle, plutôt que Fortunatus, évêque de Poitiers vers le VIe siècle. Elle est semblable à celle de Saint-Fort-sur-Gironde,.
Pendant la Révolution, la commune s'est appelée provisoirement Fort-le-Né.

## Histoire
Un chemin antique venant de Jarnac et se dirigeant vers Arthenac et Blaye passait le Né au gué du Pas de Saint-Fort. De nombreux sites renferment des tessons de céramique, des tuiles et des briques qui marquent une importante occupation gallo-romaine. En particulier de la céramique sigillée estimée du Ve siècle a été trouvée à la Renorville, attesté Romanorevilla en 1075-1101, nom évoquant fortement Romanorum villa.
La terre de Saint-Fort dépendait du château d'Ambleville. Elle a appartenu à la maison d'Archiac, puis à la famille de Montbron, ensuite de La Tour en 1598 et enfin de Brémond d'Ars jusqu'à la Révolution. Pierre-René-Auguste de Brémont d'Ars, seigneur de Saint-Fort, prit une part active aux États généraux de 1789 en tant que député de la Saintonge, puis il émigra et ne revint en France qu'en 1800.
L'inventaire de la DRAC repère des maisons et fermes des XVIIIe et XIXe siècles, un manoir du XVIIIe siècle et quatre moulins dont un est sur la carte de Cassini et deux autres sur l'inventaire de 1850.
Pendant la première moitié du XXe siècle, la commune était desservie par la petite ligne ferroviaire d'intérêt local à voie métrique des Chemins de fer économiques des Charentes allant de Cognac à Barbezieux appelée le Petit Mairat. Un embranchement partait au nord-est en direction de la ligne de Segonzac à Rouillac.

## Administration
| Période                                  | Période  | Identité            | Étiquette      | Qualité                     |
| ---------------------------------------- | -------- | ------------------- | -------------- | --------------------------- |
| Les données manquantes sont à compléter. |          |                     |                |                             |
| 2001                                     | 2008     | Dominique Rebillier |                |                             |
| 2008                                     | 2014     | François Dihé       | MoDem puis UDI | Agent d'assurances retraité |
| 2014                                     | En cours | Pascal Martin       | UDI            |                             |

### Intercommunalité
Elle fait partie de la communauté d'agglomération du Grand Cognac.

## Urbanisme

### Typologie
Au 1er janvier 2024, Saint-Fort-sur-le-Né est catégorisée commune rurale à habitat dispersé, selon la nouvelle grille communale de densité à 7 niveaux définie par l'Insee en 2022.
Elle est située hors unité urbaine. Par ailleurs la commune fait partie de l'aire d'attraction de Cognac, dont elle est une commune de la couronne,. Cette aire, qui regroupe 44 communes, est catégorisée dans les aires de 50 000 à moins de 200 000 habitants,.

### Occupation des sols
L'occupation des sols de la commune, telle qu'elle ressort de la base de données européenne d’occupation biophysique des sols Corine Land Cover (CLC), est marquée par l'importance des territoires agricoles (88,8 % en 2018), une proportion sensiblement équivalente à celle de 1990 (88,2 %). La répartition détaillée en 2018 est la suivante : 
cultures permanentes (40,5 %), terres arables (29,9 %), zones agricoles hétérogènes (18,4 %), forêts (6,3 %), zones urbanisées (4,8 %). L'évolution de l’occupation des sols de la commune et de ses infrastructures peut être observée sur les différentes représentations cartographiques du territoire : la carte de Cassini (XVIIIe siècle), la carte d'état-major (1820-1866) et les cartes ou photos aériennes de l'IGN pour la période actuelle (1950 à aujourd'hui).

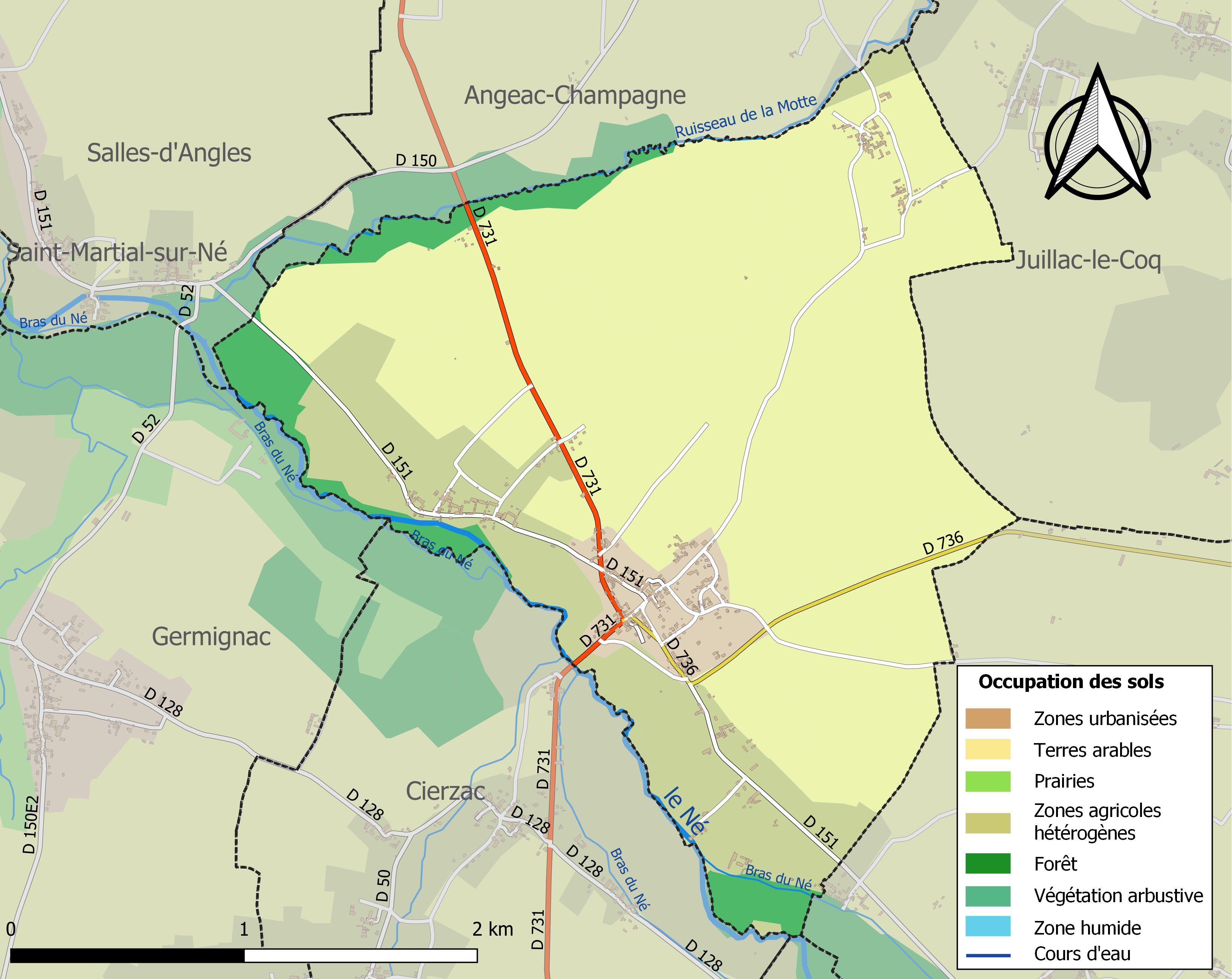
Carte des infrastructures et de l'occupation des sols de la commune en 2018 (CLC).

### Risques majeurs
Le territoire de la commune de Saint-Fort-sur-le-Né est vulnérable à différents aléas naturels : météorologiques (tempête, orage, neige, grand froid, canicule ou sécheresse) et séisme (sismicité faible). Il est également exposé à un risque technologique,  le transport de matières dangereuses. Un site publié par le BRGM permet d'évaluer simplement et rapidement les risques d'un bien localisé soit par son adresse soit par le numéro de sa parcelle.

#### Risques naturels

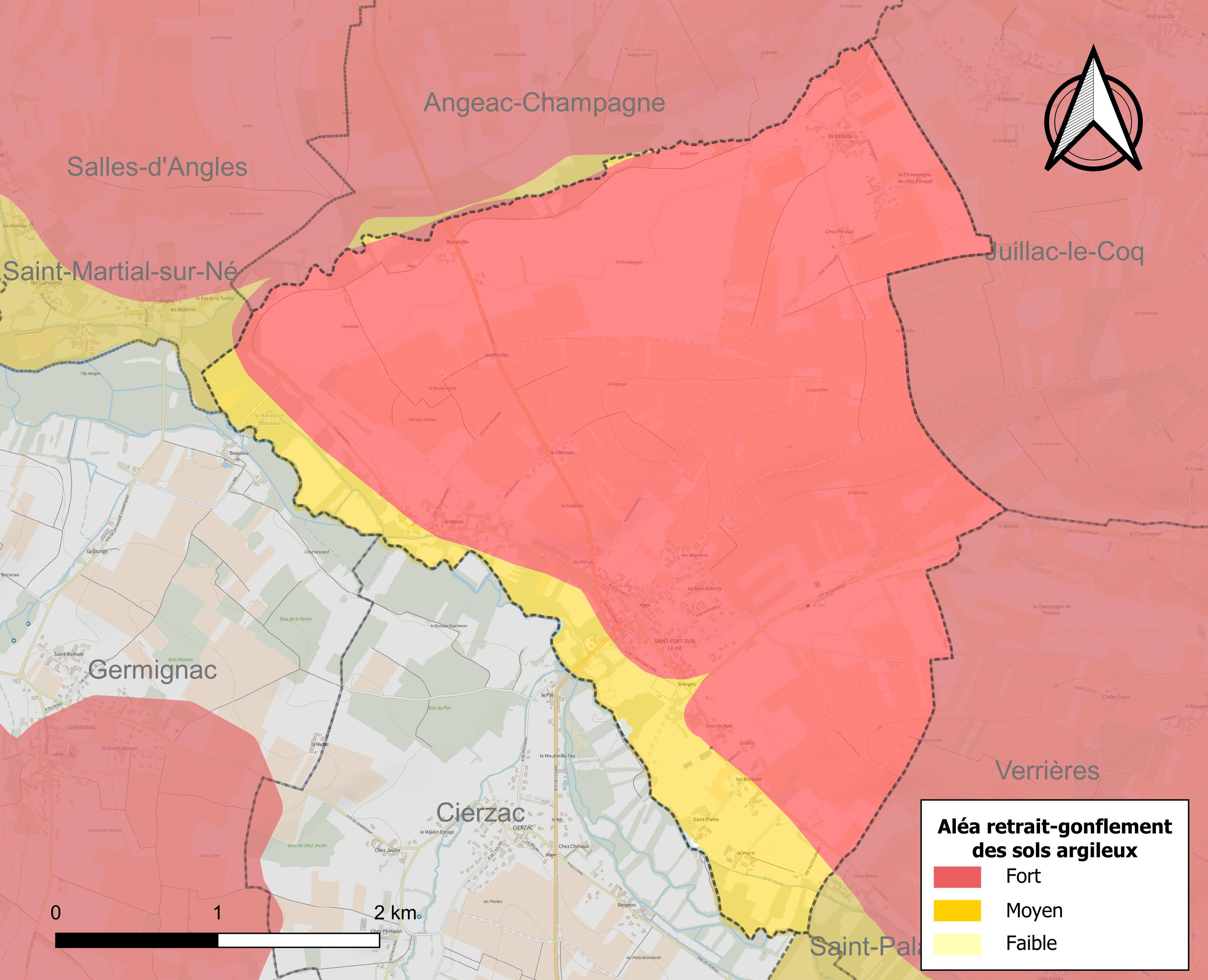
Carte des zones d'aléa retrait-gonflement des sols argileux de Saint-Fort-sur-le-Né.

Le retrait-gonflement des sols argileux est susceptible d'engendrer des dommages importants aux bâtiments en cas d’alternance de périodes de sécheresse et de pluie. 99,9 % de la superficie communale est en aléa moyen ou fort (67,4 % au niveau départemental et 48,5 % au niveau national). Sur les 212 bâtiments dénombrés sur la commune en 2019,  211 sont en aléa moyen ou fort, soit 100 %, à comparer aux 81 % au niveau départemental et 54 % au niveau national. Une cartographie de l'exposition du territoire national au retrait gonflement des sols argileux est disponible sur le site du BRGM,.
Par ailleurs, afin de mieux appréhender le risque d’affaissement de terrain, l'inventaire national des cavités souterraines permet de localiser celles situées sur la commune.
La commune a été reconnue en état de catastrophe naturelle au titre des dommages causés par les inondations et coulées de boue survenues en 1982, 1986 et 1999. Concernant les mouvements de terrains, la commune a été reconnue en état de catastrophe naturelle au titre des dommages causés par des mouvements de terrain en 1999.

#### Risques technologiques
Le risque de transport de matières dangereuses sur la commune est lié à sa traversée par une ou des infrastructures routières ou ferroviaires importantes ou la présence d'une canalisation de transport d'hydrocarbures. Un accident se produisant sur de telles infrastructures est susceptible d’avoir des effets graves sur les biens, les personnes ou l'environnement, selon la nature du matériau transporté. Des dispositions d’urbanisme peuvent être préconisées en conséquence.

## Démographie

### Évolution démographique
L'évolution du nombre d'habitants est connue à travers les recensements de la population effectués dans la commune depuis 1793. Pour les communes de moins de 10 000 habitants, une enquête de recensement portant sur toute la population est réalisée tous les cinq ans, les populations de référence des années intermédiaires étant quant à elles estimées par interpolation ou extrapolation. Pour la commune, le premier recensement exhaustif entrant dans le cadre du nouveau dispositif a été réalisé en 2004.

En 2022, la commune comptait 380 habitants, en évolution de +4,11 % par rapport à 2016 (Charente : −0,48 %, France hors Mayotte : +2,11 %).
| 1793 | 1800 | 1806 | 1821 | 1831 | 1841 | 1846 | 1851 | 1856 |
| ---- | ---- | ---- | ---- | ---- | ---- | ---- | ---- | ---- |
| 509  | 466  | 434  | 411  | 461  | 523  | 538  | 578  | 550  |

| 1861 | 1866 | 1872 | 1876 | 1881 | 1886 | 1891 | 1896 | 1901 |
| ---- | ---- | ---- | ---- | ---- | ---- | ---- | ---- | ---- |
| 573  | 576  | 598  | 573  | 501  | 503  | 476  | 491  | 504  |

| 1906 | 1911 | 1921 | 1926 | 1931 | 1936 | 1946 | 1954 | 1962 |
| ---- | ---- | ---- | ---- | ---- | ---- | ---- | ---- | ---- |
| 477  | 469  | 444  | 442  | 451  | 437  | 394  | 403  | 426  |

| 1968 | 1975 | 1982 | 1990 | 1999 | 2004 | 2006 | 2009 | 2014 |
| ---- | ---- | ---- | ---- | ---- | ---- | ---- | ---- | ---- |
| 464  | 406  | 419  | 402  | 386  | 395  | 397  | 404  | 378  |

| 2019 | 2022 | - | - | - | - | - | - | - |
| ---- | ---- | - | - | - | - | - | - | - |
| 385  | 380  | - | - | - | - | - | - | - |

### Pyramide des âges
En 2018, le taux de personnes d'un âge inférieur à 30 ans s'élève à 28,8 %, soit en dessous de la moyenne départementale (30,2 %). À l'inverse, le taux de personnes d'âge supérieur à 60 ans est de 30,1 % la même année, alors qu'il est de 32,3 % au niveau départemental.
En 2018, la commune comptait 186 hommes pour 192 femmes, soit un taux de 50,79 % de femmes, légèrement inférieur au taux départemental (51,59 %).
Les pyramides des âges de la commune et du département s'établissent comme suit.
| Hommes | Classe d’âge | Femmes |
| ------ | ------------ | ------ |
| 0,0    | 90 ou +      | 3,1    |
| 7,9    | 75-89 ans    | 12,2   |
| 20,6   | 60-74 ans    | 16,3   |
| 21,7   | 45-59 ans    | 21,4   |
| 18,5   | 30-44 ans    | 20,4   |
| 14,3   | 15-29 ans    | 12,8   |
| 16,9   | 0-14 ans     | 13,8   |

| Hommes | Classe d’âge | Femmes |
| ------ | ------------ | ------ |
| 1      | 90 ou +      | 2,7    |
| 9,2    | 75-89 ans    | 12     |
| 20,6   | 60-74 ans    | 21,3   |
| 20,7   | 45-59 ans    | 20,3   |
| 16,8   | 30-44 ans    | 16     |
| 15,6   | 15-29 ans    | 13,4   |
| 16,1   | 0-14 ans     | 14,3   |

### Remarques

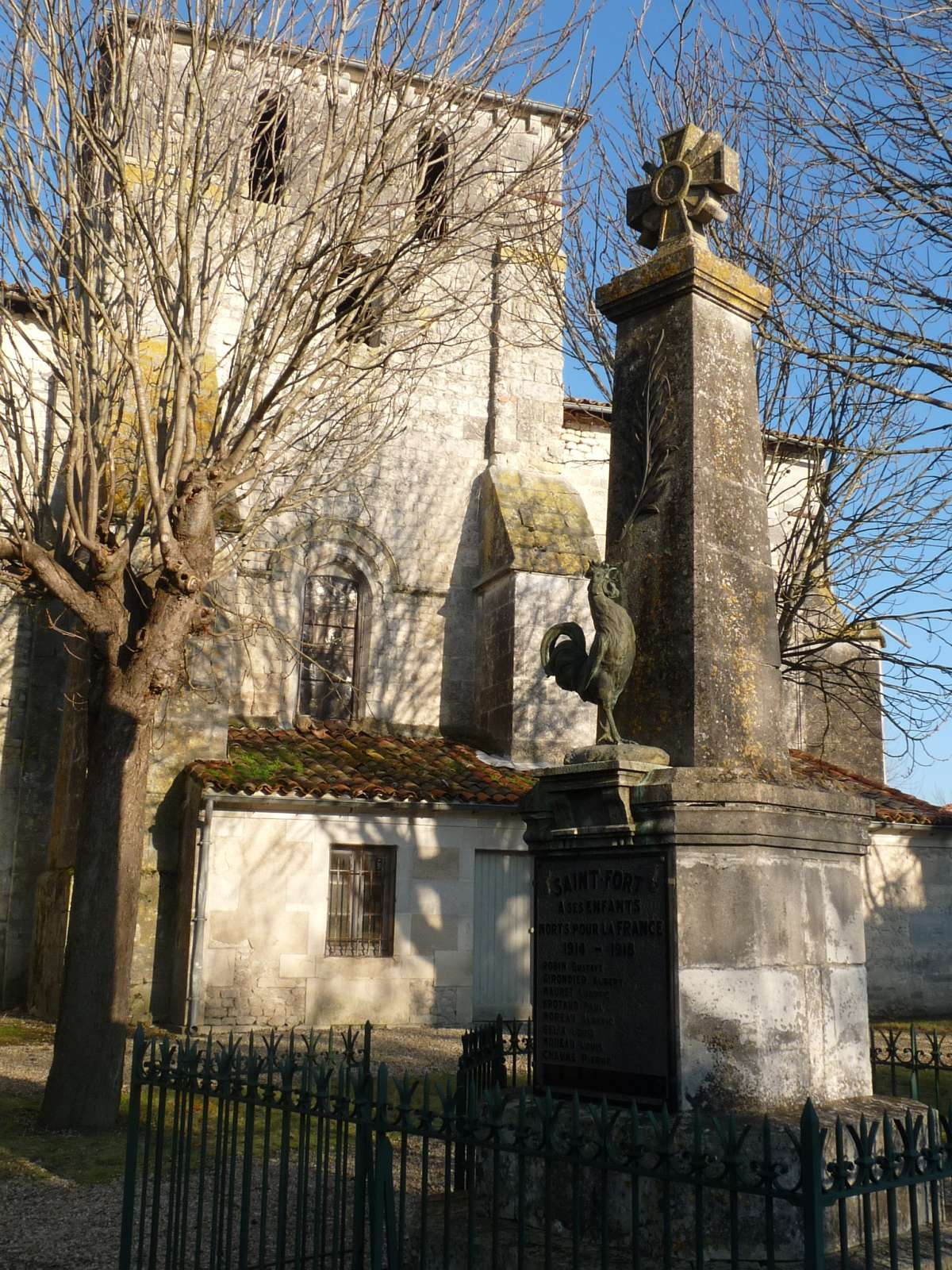
Le monument aux morts

Comme toutes les communes rurales du Cognaçais, Saint-Fort-sur-le-Né a subi un exode rural à la fin du XIXe siècle lors de la crise du phylloxéra qui s'est poursuivie au XXe siècle. La commune a perdu 31 % de sa population entre 1876 et 1999.

## Économie

### Agriculture
La viticulture est l'activité principale de Saint-Fort-sur-le-Né, qui est située dans la zone d'appellation d'origine contrôlée cognac, en Grande Champagne, premier cru classé du cognac.
De petits producteurs de cognac, de pineau des Charentes et de vin de pays sont installés dans la commune.

### Commerces
Sont aussi présents sur la commune des artisans : garagiste, maçon, rénovation de bâtiments, travaux publics, scierie, et bien sur des commerces de proximité ainsi qu'un snack-bar et un gîte rural.
D'après le recensement de 1999, il y a 145 actifs (87 hommes et 58 femmes) dont 100 sont salariés et 45 non salariés.

## Équipements, services et vie locale

### Enseignement
L'école est un RPI entre Saint-Fort-sur-le-Né et Verrières. Saint-Fort accueille l'école primaire et Verrières l'école élémentaire. L'école de Saint-Fort comprend une classe de maternelle et une classe d'élémentaire. Le secteur du collège est Segonzac.

### Santé
Saint-Fort-sur-le-Né possède un cabinet médical, un cabinet dentaire, une infirmière et une pharmacie.

### Vie locale et animations

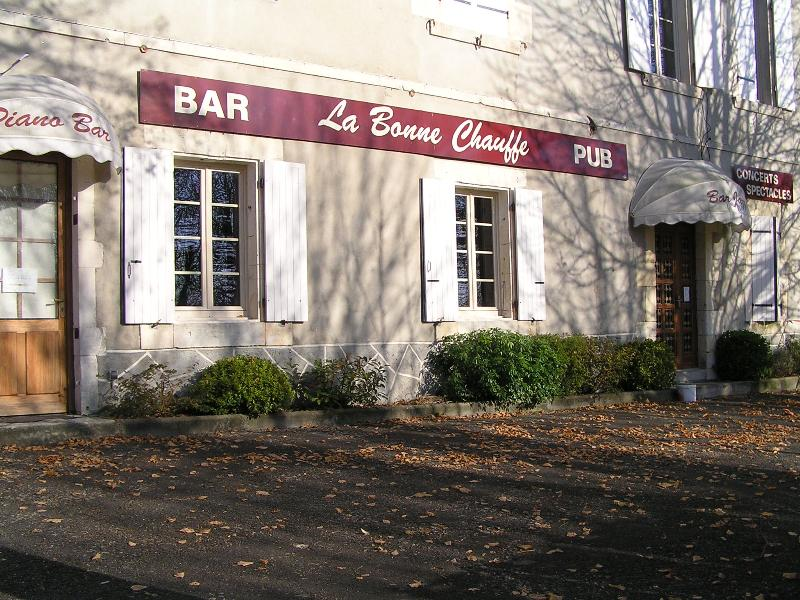
Bar Pub Jazz

La Bonne Chauffe, bar, pub, propose régulièrement des soirées jazz et blues renommées.
Saint-Fort-sur-le-Né possède un club du 3e âge, une association des parents d'élèves, une association Sport et Détente, l'Association Sportive Sainte-Fortaise, Bien vivre ensemble à Saint-Fort-sur-le-Né, la Société de chasse Saint-Fort-sur-le-Né, et l'Amicale des donneurs de sang.

## Lieux et monuments

### Dolmen
Le dolmen de Saint-Fort se dresse à mi-coteau au milieu du vignoble. D'une longueur de 7 mètres et d'une largeur de 4,70 mètres, il est d'une hauteur imposante et inhabituelle dans la région, 2,20 mètres. Il est classé monument historique depuis 1983.

Dolmen de Saint-Fort
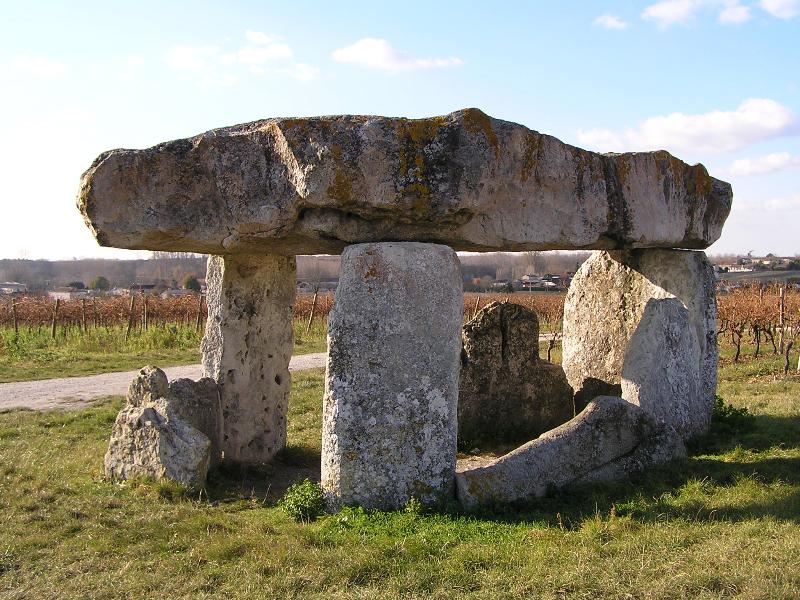
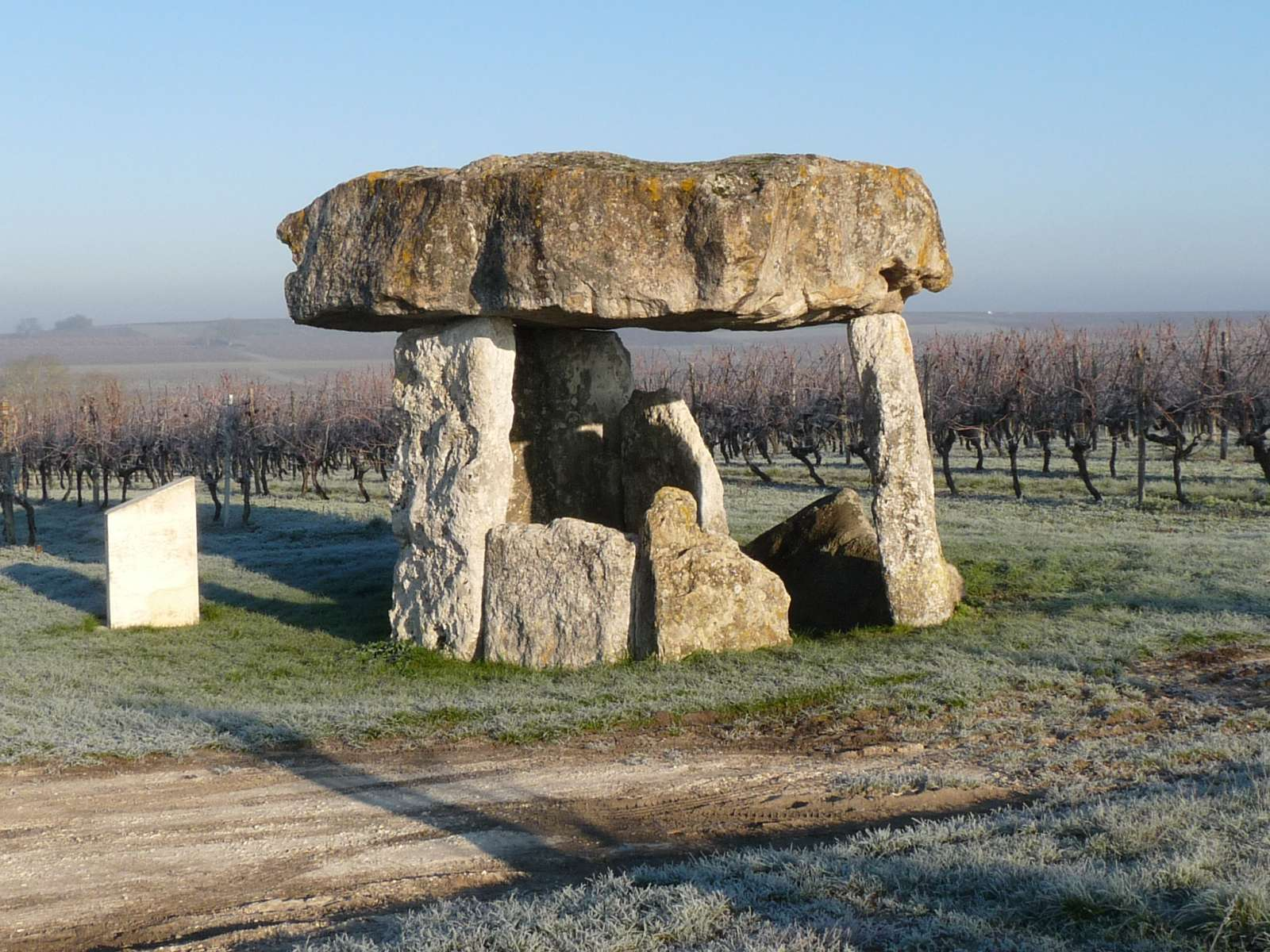
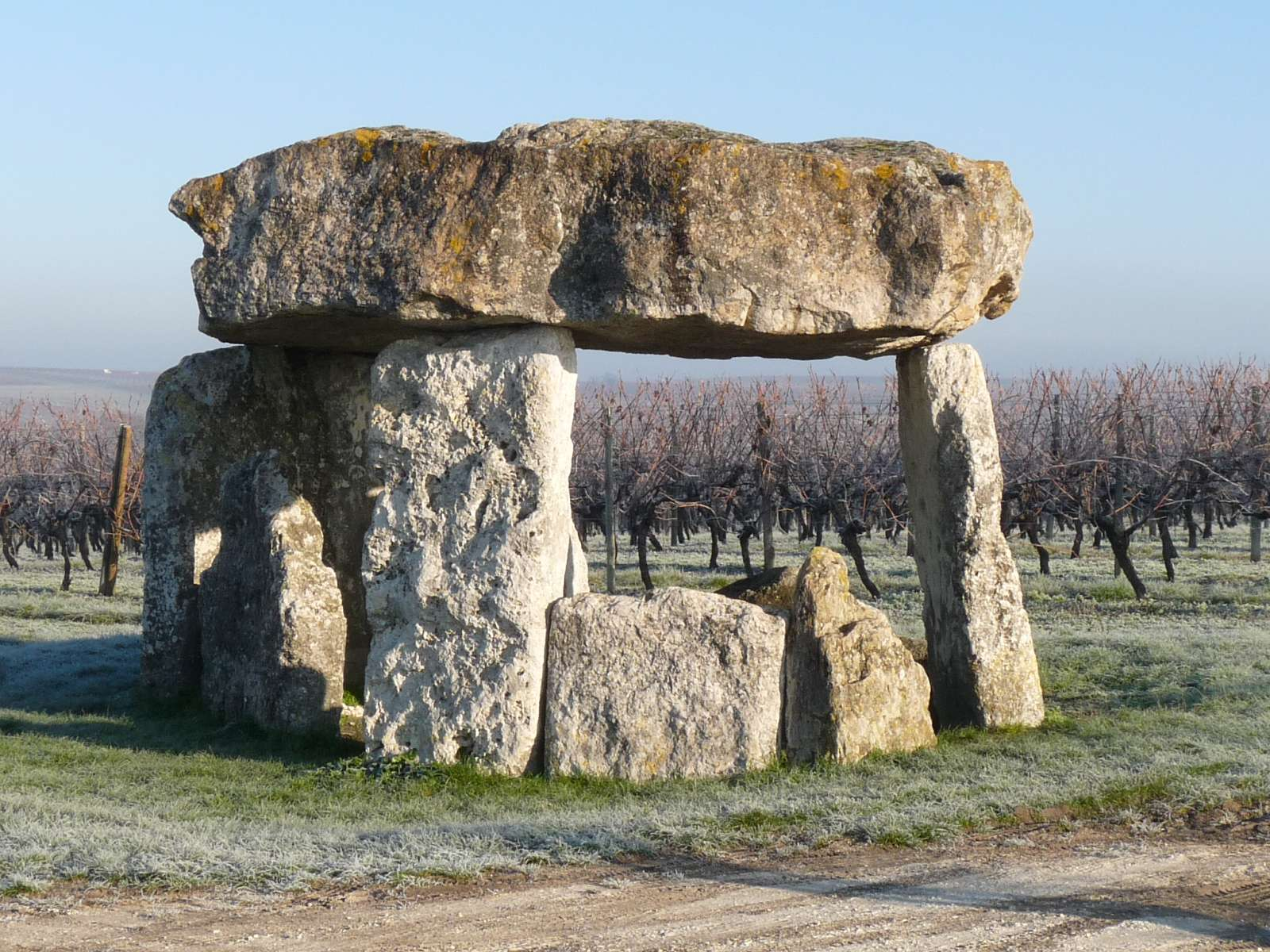
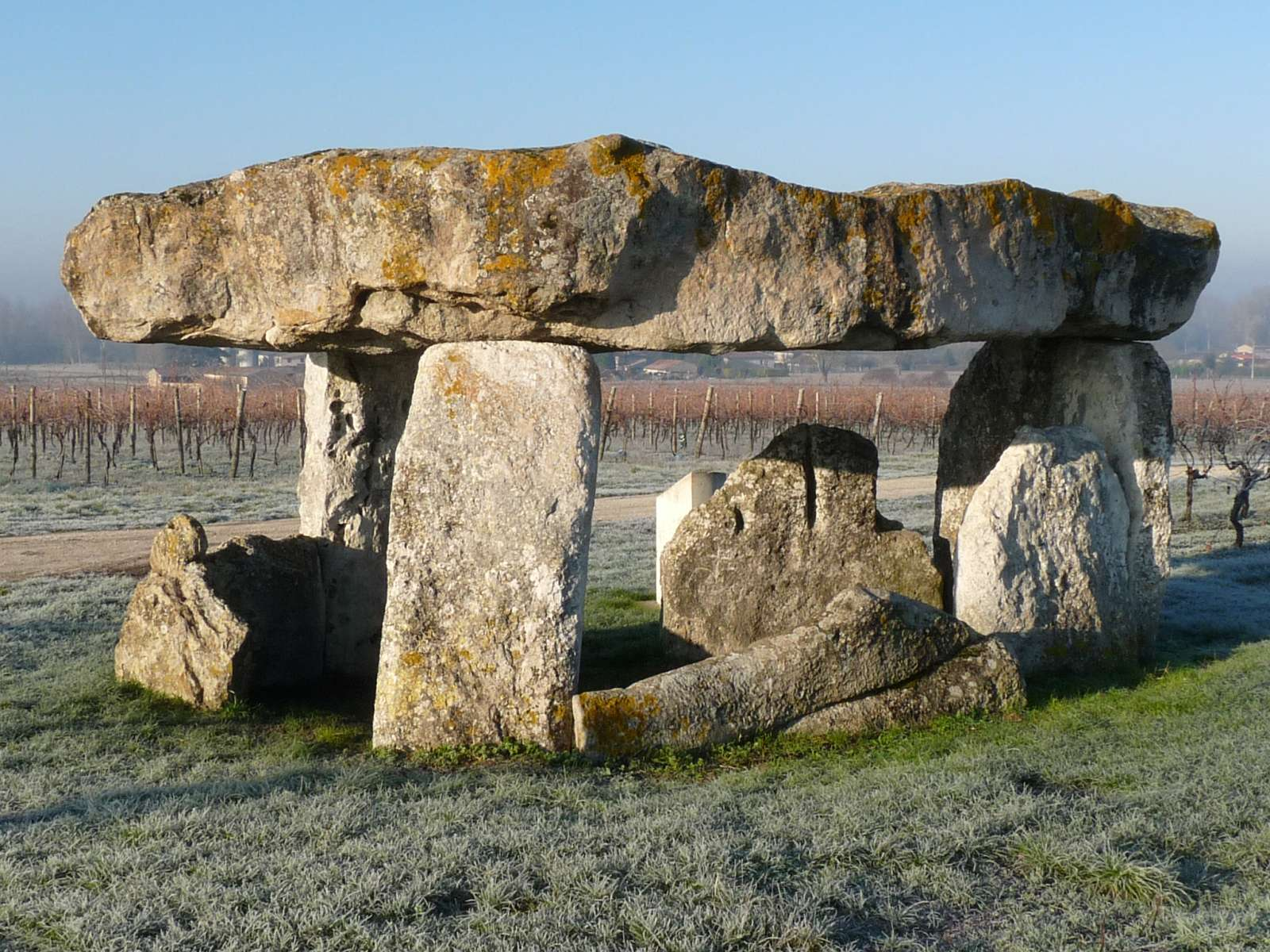

### Église paroissiale
Le bourg de Saint-Fort possède une église du XIIe siècle, l'église Saint-Fortunat ou Saint-Fort, nommée maintenant Sainte-Anne. Les Anglais, après l'avoir presque entièrement détruite durant la Guerre de Cent Ans, l'auraient reconstruite. Elle présente des parties romanes et des parties ogivales. Elle a été plusieurs fois remaniée (en 1815, 1827, 1828). En 1867-1868, la façade a été reconstruite et les voûtes ont été restaurées sous la direction de Gabriel Warin. Elle est à un seul vaisseau, en calcaire, pierre de taille, moellon, en voûte d'ogives et couverture de tuile. Le clocher est au centre. Elle est inscrite à l'inventaire des monuments historiques depuis 1991.

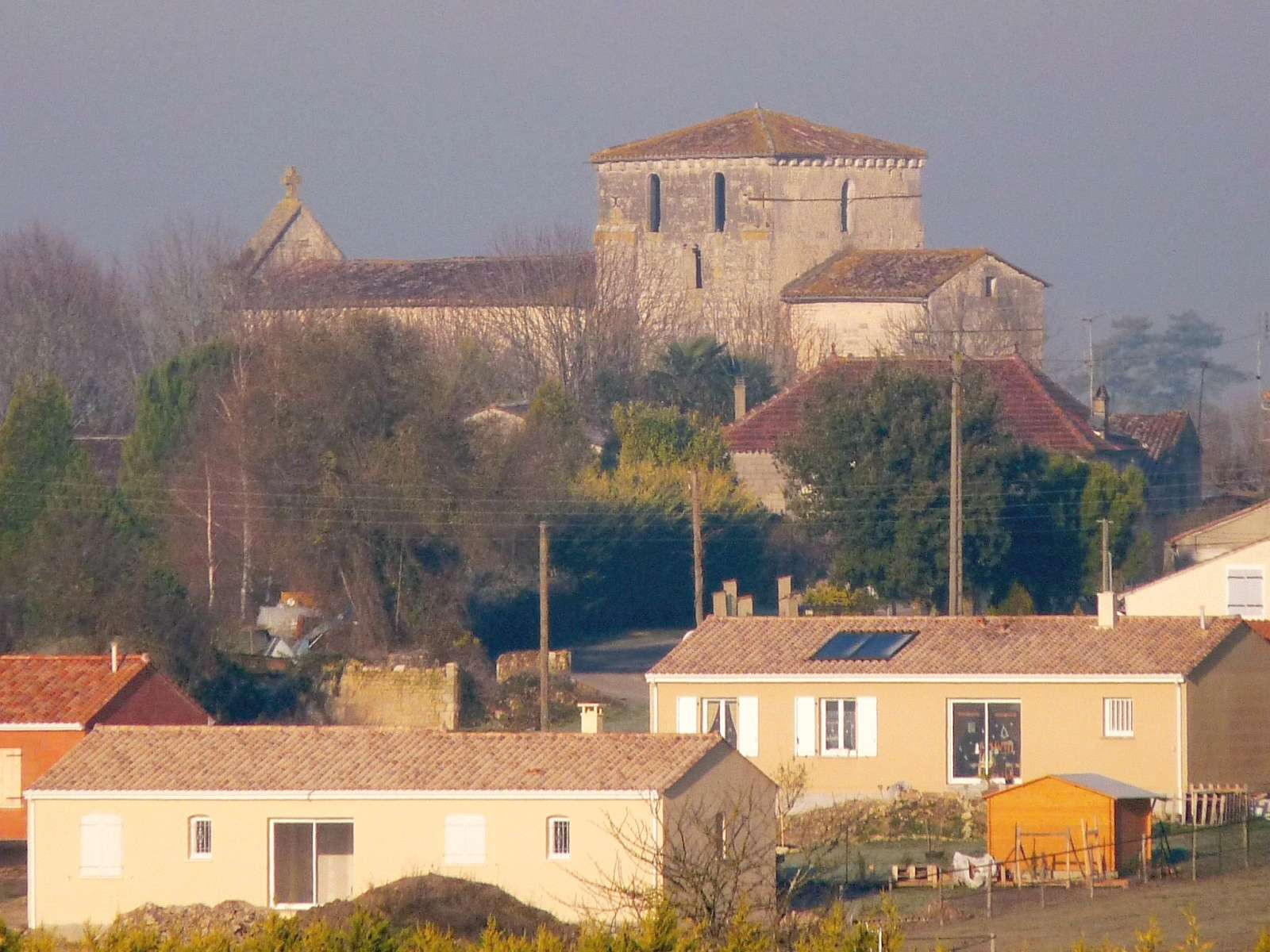
Vue depuis le dolmen
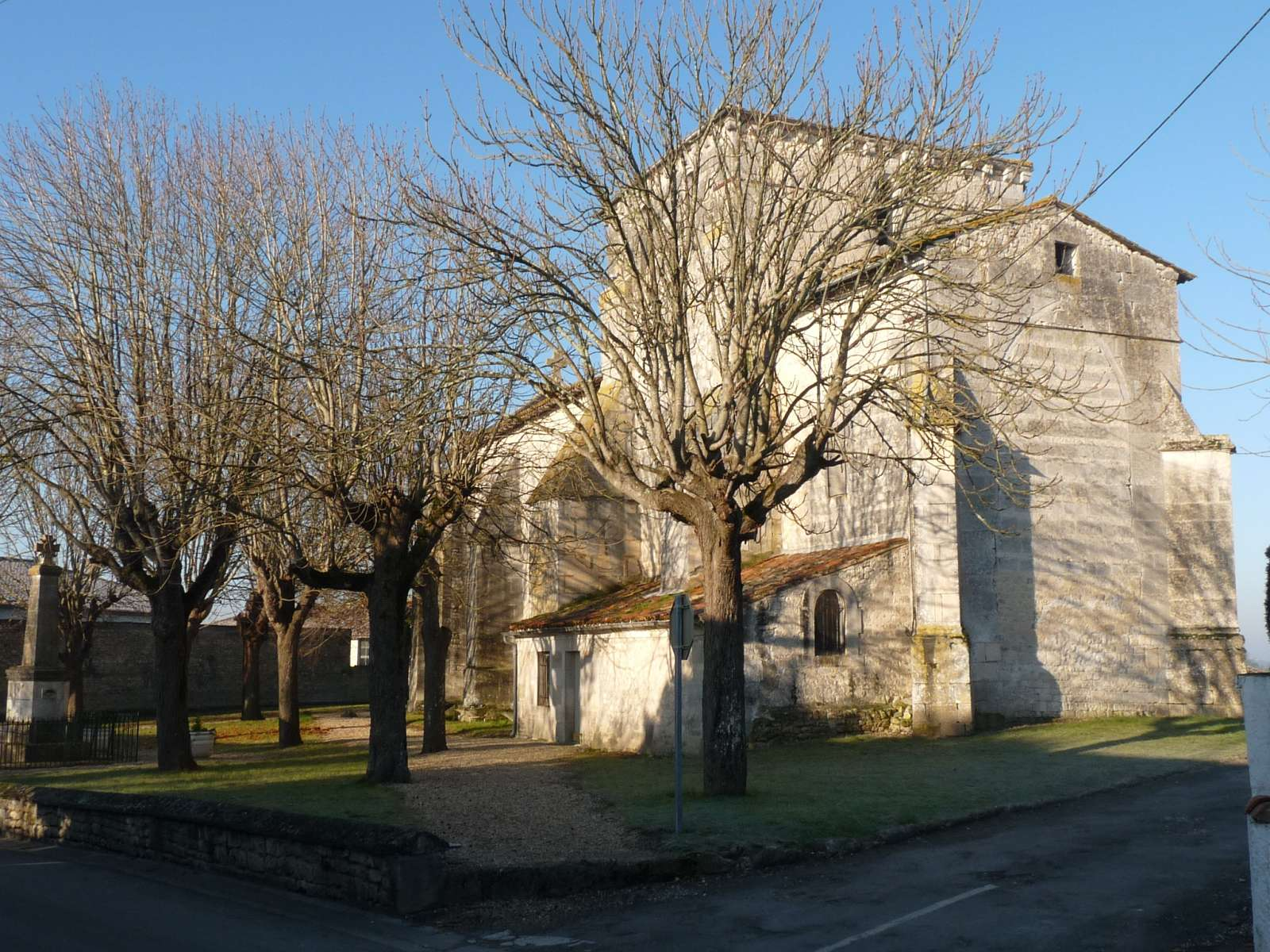
L'arrière
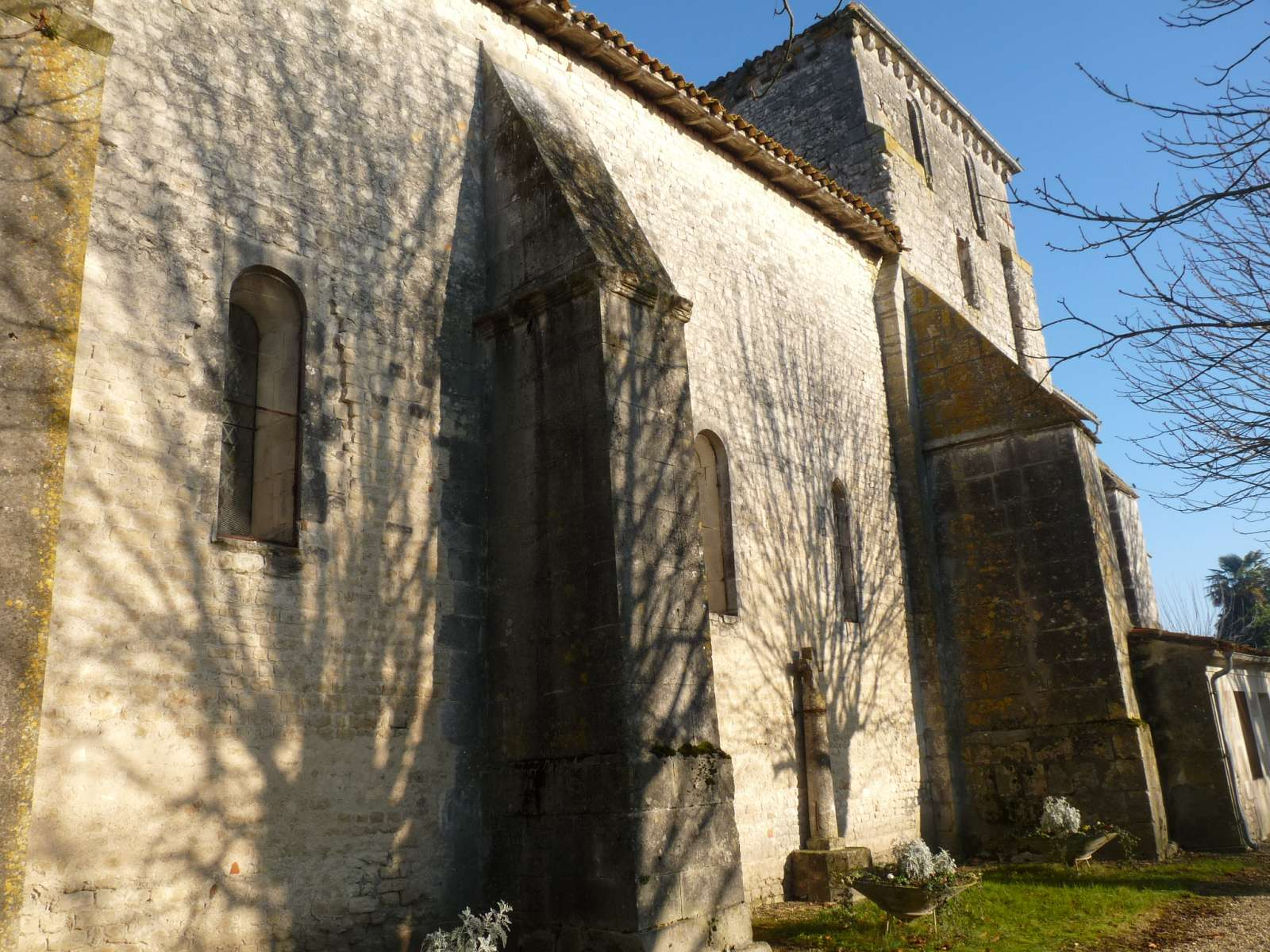
Vue latérale
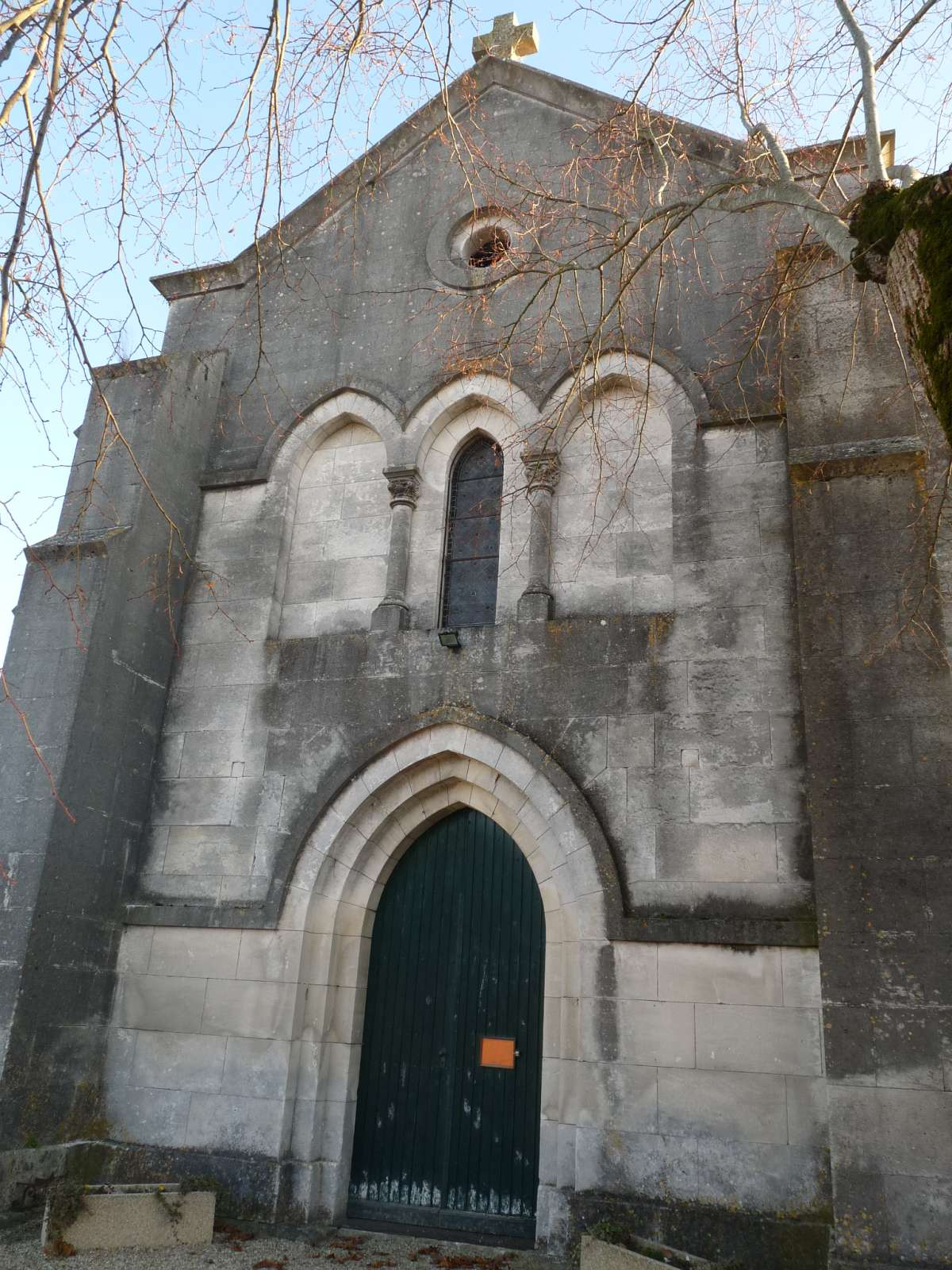
La façade

## Héraldique
| Blason | Blasonnement : D’azur à l’aigle bicéphale d’or, languée et membrée de gueules. Commentaires : Blason de Saint-Fort-sur-le-Né. |